# Giovanni Battista Baiardo
 (juillet 2025).
Giovanni Battista Baiardo (écrit aussi Giovanni Battista Bajardo ; né à Gênes vers 1620 et mort en 1657 dans cette même ville) est un peintre italien baroque actif au XVIIe siècle.

## Biographie
Giovanni Battista Baiardo était un peintre italien de la période baroque principalement actif à Gênes comme un peintre de toiles à thèmes religieux et historiques .

## Œuvres
- Sainte - Helène prie à la croix (église de Santa Croce et San Camillo de Lellis à Gênes).

## Sources
- (en) Cet article est partiellement ou en totalité issu de l’article de Wikipédia en anglais intitulé « Giovanni Battista Baiardo » (voir la liste des auteurs).